# Cymodocea nodosa
La Cymodocea nodosa o gram és una espècie de fanerògama marina que pertany a la família Cymodoceaceae.

## Descripció
El gram és una planta fanerògama submarina i, per tant, amb fulles, tiges, arrels i flors. Les fulles son estretes, entre 3 i 4 mm d'amplada i, per tant, fàcil de diferenciar de les fulles de Posidonia que són molt més amples. Les fulles són d'un verd clar intens quan son joves, però ràpidament les colonitzen múltiples espècies d'algues i animals que la poden acabar de recobrir completament. Les tiges de la planta es troben normalment sota la sorra, i son d'un color rogenc que li dona també el nom de Camaroja en algunes zones de Catalunya. Les tiges desenvolupen arrels i fulles en nodes separats uns 10 centímetres entre ells. A la primavera-estiu el Gram pot florir i desenvolupar llavors fèrtils que ajudaran a colonitzar nous espais.

## Distribució i hàbitat
El gram habita a la Mediterrània i parts propères de l'Atlàntic des del Sud de Portugal i fins al Segenal.
Els fons on abunden són sorrencs, des d'un parell de metres a les vores de la Mar fins a uns 30 m de profunditat en zones d'aigues més transparents. A Catalunya és troba en praderies disperses des del Delta de l'Ebre i fins a la Badia de Roses. A la Badia de Roses hi ha una de les pradèries més extenses de l'espècie amb més de 800 Ha de cobertura a profunditats entre 7 i 19 metres de profunditat.

## Ecologia
Les cimodocees es consideren les iniciadores de la colonització dels fons sorrencs quan queden buits per efecte de les tempestes o dels abocaments de sediments, i amb el temps deixen pas a les prades de posidònia que són l'estat madur d'aquesta successió.
A més d'estabilitzar el substrat amb el seu sistema d'arrels, aquesta fanerògama serveix com a suport per a una gran quantitat d'algues filamentoses i invertebrats, que s'instal·len sobre les seues fulles, i també com a indret de desenvolupament d'una gran quantitat de peixos alevins i joves que troben en aquest medi un ambient idoni amb molt d'aliment i menys pressió dels depredadors. De la mateixa manera, les praderies presenten també una fauna característica, representada per peixos com el mabre (Lithognatus), el sarg (Diplodus) o el moll (Mullus). L'aspecte de les praderies de Cymodocea és força diferent als prats de Posidonia ja que aquests darrers són molt densos i alts, i els prats de Gram són molt més laxes. A l'hivern el seu aspecte és el de feixos de fulles disperses enmig d'un sorral evident, i a l'estiu assoleix major densitat i alçada i pot arribar a tapar completament la sorra i semblar un prat de Posidonia.

## Sinonímia[4]
- Cymodocea aequorea K.D.Koenig
- Cymodocea major (Willd.) Grande
- Cymodocea preauxiana Webb i Berthel.
- Cymodocea webbiana A.Juss.
- Kernera nodosa (Ucria) Schult. i Schult.f.
- Phucagrostis major Theophr. ex Cavolini
- Phucagrostis major Willd.
- Phucagrostis nodosa (Ucria) Kuntze
- Zostera mediterranea DC.
- Zostera nodosa Ucria
- Zostera serrulata Targ.Tozz.